# كانيتو شيندو
كانيتو شيندو (باليابانية: 新藤兼人) (22 أبريل 1912 - 29 مايو 2012) مخرج وسيناريست ومنتج مؤلف ياباني. أخرج حوالي 24 فيلم من بينها: أونبابا وكورونيكو والجزيرة العارية وأطفال هيروشيما وأيضاً شجرة بدون أوراق، وكل هذه الأفلام تعد من روائع السينما اليابانية. توفي عن عمر يناهز المئة عام. تم تصوير بعض نصوصه من قبل المخرجين الكبار مثل سيجون سوزوكي وكون إيتشيكاوا وكيسوكي كينوشيتا وفوميو كامي وتاداشي إيماي.
ولد شيندو في محافظة هيروشيما، وقد صنع عدة أفلام عن هيروشيما والقنبلة الذرية. مثل معلمه الأول المخرج الياباني كنجي ميزوغوشي، فإن العديد من أفلامه تتميز بشخصيات نسائية قوية. كان رائدًا في إنتاج الأفلام المستقلة في اليابان، حيث أسس شركة تسمى كينداي إيغا كيوكاي. استمر في العمل ككاتب سيناريو ومخرج ومؤلف حتى وفاته.

## كانيتو وكنجي ميزوغوشي
كان يعمل كمساعد لكينجي ميزوغوشي في عدة أفلام، أبرزها رونين 47. في عام 1942، انضم إلى شركة تابعة لـ شوتشيكو شركة شركة كوي تحت وصاية كينجي ميزوغوشي. عندما سأله الممثل بينيشيو ديل تورو عن أهم شيء تعلمه من كنجي ميزوغوشي، أجاب شيندو أن أهم شيء تعلمه من ميزوغوشي هو عدم الاستسلام أبدًا.

## الجوائز
- 1961 الجائزة الكبرى في مهرجان موسكو السينمائي الدولي الجزيرة العارية.[9]
- 1964 الجائزة الكبرى في مهرجان بنما السينمائي لأوني بابا.
- 1971 الجائزة الذهبية في مهرجان موسكو السينمائي الدولي السابع لـ Live Today، Die Tomorrow!
- جائزة الأكاديمية اليابانية لعام 1996 لمدير العام عن آخر ملاحظة.[10]
- 1998 شخصية الجدارة الثقافية.
- 1999 سانت جورج الذهبي في مهرجان موسكو السينمائي الدولي 21 ل ويل لايف.[11]
- 2002 وسام الثقافة.
- 2003 جائزة أكاديمية اليابان للإنجاز مدى الحياة.

## الأعمال

### أفلام
- اونيبابا (1964)

## وصلات خارجية
- كانيتو شيندو على موقع IMDb (الإنجليزية)
- كانيتو شيندو على موقع ألو سيني (الفرنسية)
- كانيتو شيندو على موقع تيرنر كلاسيك موفيز (الإنجليزية)
- كانيتو شيندو على موقع أول موفي (الإنجليزية)
- كانيتو شيندو على موقع قاعدة بيانات الأفلام السويدية (السويدية)
- كانيتو شيندو على موقع قاعدة بيانات الفيلم (الإنجليزية)
- كانيتو شيندو على موقع كينوبويسك (الروسية)